# Gorgeous Frankenstein
Gorgeous Frankenstein ist eine US-amerikanische Horrorpunkband, die 2005 von Paul Caiafa alias Doyle Wolfgang von Frankenstein, dem ehemaligen Gitarristen der Misfits, in Las Vegas gegründet wurde. Der Name setzt sich zusammen aus Caiafas Pseudonym und dem Bühnennamen seiner Frau Stephanie Bellars (Gorgeous George).

## Werdegang
Aufgrund von Unstimmigkeiten mit seinem Bruder Jerry Only verließ Caiafa 2001 die Misfits. Nachdem es kurzzeitig zu einer Zusammenarbeit mit Glenn Danzig kam, und die beiden klassische Misfits-Lieder aufführten, gründete er 2005 Gorgeous Frankenstein, um weiterhin Musik nach seinem Geschmack zu produzieren.
Als Sänger fungierte zunächst Landon Blood, doch war Doyle zunehmend unzufriedener mit ihm und es kam zur Trennung: „Es stellte sich heraus, dass der Sänger, ein junger Kerl aus Las Vegas, es einfach nicht brachte.“ Als neuer Sänger wurde Argyle Goolsby von der populären Horrorpunkband Blitzkid, dem gegenwärtigen Hauptvertreter des Genres in den USA, der bereits als Bassist in der Gruppe spielte, eingespannt. Als weiteres Mitglied spielt David Calabrese alias Dr. Chud, der in den 1990er Jahren ebenfalls Mitglied der neuformierten Misfits war und zudem die Band Dr. Chud's X-Ward betreibt, Schlagzeug für Gorgeous Frankenstein. Auch hierbei wurde der erste Schlagzeuger, Jesco Devilanse, ausgetauscht. Doyle meinte dazu: „Es wurde klar, dass auch unser Drummer nicht der Richtige war.“ Somit bildet Gorgeous Frankenstein nun in gewisser Weise eine „Supergroup“.
Das Debütalbum der Band wurde 2007 auf Glenn Danzigs Label Evilive Records veröffentlicht. Im Nachhinein äußert sich Caiafa sehr unzufrieden damit. Es sei im Grunde nur ein Demo und sie wären noch keine echte Band gewesen. Eine richtige Platte, mit zwölf neuen Lieder sei derzeit in Arbeit.
Im Dezember 2009 stieß der Cancerslug-Sänger Alex Story als neuer Sänger zur Formation. Zudem trat der ehemalige Misfits-Sänger Michale Graves 2009 bei einigen Auftritten gemeinsam mit der Band auf. Auf dieser Tour wurde auch erstmals neues Material vorgestellt.

## Musikstil
Die Musik von Gorgeous Frankenstein beschreibt Doyle im Vergleich zu den Misfits als „viel heavier“ (viel härter). Die Band sei viel mehr Riff-orientiert und mit Stampf-Rhythmen: „Es ist Musik, die auch in Stripclubs laufen könnte. Ich will, dass meine Musik klingt, wie ein geiler Abend in der Tittenbar.“

## Diskografie
- 2007: Gorgeous Frankenstein